# Cèsar Saborit Carralero
Cèsar Saborit Carralero (Sant Martí de Provençals, 16 de febrer de 1915 - Barcelona, 19 de juliol de 1951) fou un guerriller antifranquista i anarcosindicalista català.

## Biografia
Des de 1932 era lligat als grups d'acció de les Joventuts Llibertàries de Sant Andreu del Palomar i del Clot, i fou encarregat d'un arsenal clandestí. Quan es produí el cop d'estat del 18 de juliol de 1936 a Barcelona participà en les lluites al carrer i va combatre durant la guerra civil espanyola en l'anomenat batalló de la mort de la Columna Durruti.
Després de la guerra fou empresonat durant alguns anys i en ser alliberat passà a la clandestinitat. El 1948 fou secretari del sindicat de la construcció a la clandestinitat i el 1949 secretari del comitè català de la CNT. Des de juliol de 1949 va participar en diverses accions armades del grup Los Maños i d'altres amb Pere Adrover Font, Domingo Ibars Joanies, Josep Sabaté i Llopart i Arquimedes Serrano Ovejas.
El 19 d'abril de 1950 participà en l'atracament d'un forn a Cerdanyola amb Josep Lluís Facerias i Antoni Franquesa Funoll El Toni. Arran d'aquesta acció marxà cap a França, on va realitzar missions orgàniques al llarg de la frontera franco-espanyola. A mitjans de 1951 decideix acompanyar Facerias i dos companys més en una incursió a Barcelona. El 19 de juliol de 1951 fou mort a trets a boca de canó per policies de la Brigada Político-Social en el troleibús Santa Coloma de Gramenet-Avinguda Meridiana. Fou enterrat el dia 24 davant un fort desplegament policial per tal d'identificar aquells que li volgueren rendir l'últim homenatge.